# NGC 6754
| Galáxia espiral NGC 6754 |                                                                  |
|                          |                                                                  |
| Dados do catálogo:       |                                                                  |
| Classificação do objeto: | Sc                                                               |
| Brilho superficial       | 12,5                                                             |
| Massa (Sol=1)            | ----                                                             |
| Outras denominações:     | ESO 231-G025, h 3780, GC 4469, AM 1907-504, IRAS 19075-5043, etc |

NGC 6754 é uma galáxia espiral situada na direção da constelação do Telescópio. Possui uma magnitude aparente de 12,1, uma declinação de -50º 38' 33" e uma ascensão reta de 19 horas, 11 minutos e 24,9 segundos.